# اكتناز قهري
الاكتناز القهري أو التخزين القهري أو اضطراب الاكتناز أو اضطراب التخزين (بالإنجليزية: Compulsive hoarding)‏ يعني الإفراط في تكديس وتجميع المقتنيات والصعوبة الكبيرة في اتخاذ قرار بشأن التخلص من الممتلكات الشخصية غير الضرورية، ويعود ذلك إلى الشعور المستمر بالحاجة لاستخدام هذه الأشياء فيما بعد. قد يُواجه الأشخاص المصابون بهذا النوع من الاضطراب غالباً ظروفاً معيشية صعبة، حيث تتراكم الأشياء غير الضرورية في منازلهم بشكل مزعج، مما يجعلها غير مريحة ومليئة بالفوضى. كما أنّ بعض المصابين بهذا الاضطراب يميلون للاحتفاظ بالكثير من الحيوانات الأليفة في منازلهم بالرغم من عدم قدرتهم على العناية بها بالشكل الصحيح.

## الأعراض
تتراوح نسبة اضطراب التكديس لدى المصابين به بين المتوسطة والحادة، ففي بعض الحالات قد لا يظهر تأثيره على المصاب بشكل مباشر، وفي حالات أُخرى قد يؤثر المرض على أداء المُصاب به في حياته اليومية، وتتلخص أعراضه بما يلي: 
- العجز عن التخلي عن الأشياء بغض النظر عن قيمتها ومدى دواعي استخدامها من قبل المريض أو أحد أفراد عائلته.
- التعلق المُفرط بالممتلكات لدرجة عدم السماح للآخرين باستخدامها أو استعارتها لبعض الوقت، أو عدم تَقبّل المريض فكرة مغادرة المنزل أي شيء من الأشياء الموجودة فيه.
- انتشار الفوضى في كافة أرجاء منزل المصاب بالاضطراب، مما يجعل بعض الأماكن فيه غير صالحة لإنجاز بعض المهام، كطهي الطعام في المطبخ أو استعمال الحمام للاستحمام.
- الاحتفاظ بأكوام من الصحف والمجلات ورسائل البريد.
- ترك الطعام والقمامة تتراكم بشكل مفرط وغير اعتيادي.
- الاستحواذ على أشياء عديمة الجدوى مثل المناديل الورقية الموجودة في المطعم أو الشعر المتساقط أو العملة البالية.
- صعوبة تنظيم الأنشطة اليومية واتخاذ القرارات بسبب المماطلة والتسويف.
- الشعور الدائم بالإحراج أمام الآخرين.
- انعدام التفاعل الاجتماعي مع أفراد المجتمع.[1]
- و قد بينت بعض الدراسات أنه عادةً ما يقوم الأشخاص المصابون بهذا الاضطراب بالاحتفاظ وتكديس الأشياء عديمة الفائدة للأسباب التالية:
- يعتقد هؤلاء أنهم سيحتاجون إلى استعمال تلك الأشياء في المستقبل.[1]
- هم يمنحون أشياءهم أهمية عاطفية كبيرة، حيث تُذكرهم تلك المواد بأوقات سعيدة مرّوا بها أو حيوانات أليفة قاموا بتربيتها في الماضي وكانت محببة لهم.
- يتسلل إليهم الشعور بالأمان عندما تحيط بهم كل هذه الأغراض البالية.[1] يُمكن تمييز مرض اضطراب التكديس عن هواية جمع الطوابع مثلاً أو جمع طراز معين من السيارات؛ فمحبو الجمع يعمدون إلى البحث عن أصناف محددة من الأشياء والقيام بترتيبها وتصنيفها ومن ثم عرضها بشكل مُنسّق. وعلى الرغم من زيادة حجم الأشياء التي تم تجميعها مسبقاً، إلّا أنّ ذلك لا يُسبب أيَّ نوع من الفوضى في المكان، ولا يؤدي إلى شعور الشخص بالضيق، والذي يُعتبر أحد أعراض اضطراب الاكتناز[1][3]

## التأثير
يؤثر مرض الاكتناز على المشاعر والتفكير والسلوك، والأشخاص المصابون به قد يعانون من:
- ازدحام وامتلاء مساحات المعيشة.
- عدم القدرة على التخلص من الأشياء والمقتنيات القديمة والبالية.
- الإبقاء على أكوام الجرائد والمجلات والبريد.
- نقل الأغراض من مكان إلي مكان دون رمي أي شيء منها.
- الإبقاء على أشياء عديمة الفائدة مثل مناديل المطاعم .
- صعوبة في إدارة النشاطات اليومية مع صعوبة في اتخاذ القرارات .
- صعوبة في تنظيم الأشياء .
- الخجل أو الإحراج من مكان المعيشة.
- الإفراط في التعلق بالأشياء لدرجة منع الأشخاص الآخرين من لمسها أو تحريكها.
- محدودية أو انعدام العلاقات الاجتماعية.
- تحول غرف المنزل إلى مخازن لتكديس تلك المقتنيات.[1]

## الأسباب
يُمكن لأي شخص أن يصاب باضطراب تكديس الاشياء، وذلك بغض النظر عن العمر أو الجنس أو الوضع الاقتصادي للفرد. وبما أنّ الكثير من المصابين بهذا المرض لا يلتمسون العلاج، فإنه لا يمكن التكهن بمدى شيوع هذا المرض. لا يعلم الباحثون بالضبط سبب هذا الاضطراب، إلا أن العديد من المراقبات والدراسات تشير إلى عوامل خطر الإصابة التالية:
- العمر: عادة ما تبدأ أعراض هذا الاضطراب بالظهور عند المراهقين الذين تتراوح أعمارهم بين 11 و15 عاماً، علما أن تلك الأعراض تزداد سوءاً مع التقدم بالعمر. وقد يبدأ الأطفال الأصغر سناً بالاحتفاظ ببعض الأشياء مثل لعبهم المحطمة وأقلام الرصاص المكسورة والأوراق المدرسية القديمة. إلا أنّ هذا المرض أكثر شيوعاً بين البالغين بشكل عام.
- الشخصية: إن طبع هؤلاء المصابين بهذا الاضطراب غالباً ما يتميز بالتردد والحيرة في اتخاذ القرارت، كما انه لوحظ وجود أعراض اضطرابات نفسية أو إدمان في المكتنزين كالقلق المرضي والاكتئاب، وإدمان الكحول.
- العامل الوراثي: حيث يُعتقد أن عامل الوراثة مهم في الإصابة بهذا الاضطراب.
- الأحداث المؤلمة[2]: تُساهم بعض الأحداث الصعبة التي عاشها المريض في تطور أعراض هذا المرض لديه. فالأشخاص الذين مرّوا بأحداث مؤلمة في حياتهم كوفاة أحد أفراد الأسرة أو الطلاق أو الطرد من العمل أو فقدان بعض الممتلكات، قد يكونون عرضة للإصابة بهذا الاضطراب.[2]
- العزلة الاجتماعية: في كثير من الحالات، يواجه المصابون بهذا المرض عزلة اجتماعية حادة، غير أنّ البعض منهم يشعرون بالراحة لدى الاحتفاظ بأشيائهم وذلك لإحساسهم المفرط بالوحدة والعزلة.

## التشخيص
يحتاج أخصائِيو الصحة النفسية في تشخيص اضطراب التكديس لدى المريض إلى إجراء تقييم نفسي شامل. حيث يقومون بطرح العديد من الأسئلة على المريض حول حيازته بعض الأشياء والتخلّص من بعضها الآخر، كما قد يستفسرون عن بعض الأمور العاطفية. وفي بعض الأحيان يحتاج الأمر إلى إجراء بعض المحادثات مع عائلته وأقاربه. وبحسب الدراسات، يُعتبر اضطراب الاكتناز الأكثر انتشاراً بين الأشخاص الذين يعانون من اضطرابات نفسية، مثل الوسواس القهري (OCD)، والاكتئاب واضطراب القلق، وبالتالي يتطلب التشخيص الدقيق من قِبل أخصائي الصحة النفسية، طرح بعض الأسئلة لمعرفة ما إذا كان المريض يُعاني من أعراض اضطرابات الصحة العقلية والنفسية الأُخرى.
يتعين تشخيص اضطراب الاكتناز لدى المصابين به إلى استيفاء المعايير الواردة في الدليل التشخيصي والإحصائي للاضطرابات العقلية (DSM-5)، والتي اعتمدتها الجمعية الأمريكية للطب النفسي، حيث يُستخدم هذا الدليل من قبل أخصائيي الصحة النفسية لتشخيص الأمراض النفسية ويعتبر المرجع الأول والأساسي في ذلك. 

## العلاج
يُعتبر علاج اضطراب الاكتناز لدى المصابين به تحدياً قوياً بالنسبة لهم. وذلك لأنّ الكثيرين منهم لا يُدركون الأثر السلبي لتكديس الأشياء المبالغ فيه على حياتهم، فهم لا يعتقدون أصلا أنهم بحاجة إلى علاج. إذ أنّ الاحتفاظ بممتلكاتهم أو بالحيوانات الأليفة الخاصة بهم، يُوفر لهم الشعور بالراحة. وحين قيام بعض المقربين منهم بالتخلص منها، تظهر لدى المصابين ردة فعل عكسية تتجلّى في جمع أشياء أُخرى من نفس النوع بسرعة كبيرة وذلك لتلبية الاحتياجات العاطفية المرتبطة بحيازة مثل تلك الأغراض. ويمكن حصر عملية العلاج بنوعين رئيسيين: علاج نفسي وعلاج دوائي. يمكن إدراج العلاج السلوكي المعرفي ضمن طرق العلاج الأساسية والأكثر شيوعاً لهذا الاضطراب، حيث يقوم المُعالج بالإستفسار من المريض عن السبب الرئيسي الذي يُجبره على تكديس كل تلك الأشياء، بالإضافة إلى مساعدته في تعلّم أساليب ترتيب وتصنيف الأشياء لتجنب شغلها مساحات كبيرة، وكيفية اتخاذ القرارت ومهارات التعامل مع الآخرين. ومن مهام المعالج أيضاً، زيارة منزل المريض بشكل دوري والمساعدة في إزالة الفوضى منه، وضمان تعلّم المريض أساليب الحفاظ على العادات الصحية المعروفة وتوجيهه لممارسة مهارات الاسترخاء.
وعلى الرغم من أن العلاج الرئيسي لاضطراب تكديس الأشياء هو العلاج النفسي، يستمر البحث عن أكثر الطرق فعالية لاستخدام الأدوية في عملية العلاج. .فالأدوية الأكثر شيوعاً في علاجه هي نوع من مضادات الاكتئاب المسماة بمثبطات امتصاص السيروتونين الاختيارية (SSRIs).

## وصلات خارجية
- صور لداخل بيت أحد مرضى الاكتناز القهري.